# El Cuervo, Sinaloa
El Cuervo är en ort i Mexiko.   Den ligger i kommunen Culiacán och delstaten Sinaloa, i den västra delen av landet, 1 000 km nordväst om huvudstaden Mexico City. El Cuervo ligger 7 meter över havet och antalet invånare är 450.
Terrängen runt El Cuervo är mycket platt. Runt El Cuervo är det ganska tätbefolkat, med 155 invånare per kvadratkilometer. Närmaste större samhälle är Eldorado, 5,3 km sydost om El Cuervo. Omgivningarna runt El Cuervo är en mosaik av jordbruksmark och naturlig växtlighet.